# Luis Felipe Henao
Luis Felipe Henao Cardona (Medellín, Antioquia; 1979) es un político y abogado graduado de la Facultad de Jurisprudencia de la Universidad del Rosario, con especializaciones en Derecho de la Empresa de la misma institución, y en Derecho Penal Económico de la Universidad de Salamanca, donde también es candidato a Doctor en Derecho. En 2013 fue nombrado Ministro de Vivienda, Ciudad y Territorio, siendo en ese entonces el jefe de cartera más joven que ha tenido el Gobierno de Colombia en su historia.
Además, es docente de su alma mater, la Universidad del Rosario, columnista de opinión de EL ESPECTADOR Archivado el 2 de marzo de 2020 en Wayback Machine. y panelista en Hora 20, el programa de análisis y opinión de Caracol Radio. Fue columnista en el diario EL TIEMPO.

## Trayectoria
Desde hace más de tres años es consultor legal de la firma Lambda-consultoría y líder ejecutivo de proyectos en Adminegocios S. A.
Tras ejercer durante un año como encargado, en 2013 y con 33 años, fue oficializado su nombramiento como ministro de Vivienda, Ciudad y Territorio, el jefe de cartera más joven que ha tenido el Gobierno de Colombia.
Los logros más importantes como ministro de Vivienda, Ciudad y Territorio fueron la ejecución del Programa Vivienda Gratuita, la implementación del Programa de Vivienda para Ahorradores, la ampliación del Programa de Subsidio a la Tasa y la ejecución del decreto Ley 2391 de 2013.
En 2006, Henao llegó al ministerio de Ambiente, Vivienda y Desarrollo Territorial donde ocupó la Secretaría General, hasta septiembre de 2007, cuando se posesionó como viceministro de Vivienda y Desarrollo Territorial. Con 26 años fue, además, viceministro para la Participación e Igualdad de Derechos Humanos en el Ministerio del Interior.
Fue secretario general por dos años en el Ministerio de Interior y Justicia, y Director (E) del Instituto Nacional Penitenciario y Carcelario (INPEC) y de la Dirección Nacional de Estupefacientes (DNE).

## Experiencia como docente
En la academia es un destacado docente en los programas de pregrado y posgrado de su alma mater, la Universidad del Rosario, en Bogotá, en donde ejerció por más de 13 años como docente de pregrado y postgrado. Ha sido profesor de otras instituciones en el país, en módulos de Derecho Disciplinario y Derecho Penal Económico. Es conferencista permanente en eventos nacionales e internacionales, destacándose el evento liderado en la Universidad del Rosario sobre el estado y la visión del nuevo método de enjuiciamiento criminal dirigido por el programa de acción social del Plan Colombia.

## Publicaciones y conferencias
Ha escrito tres libros: Derecho Penal en la sociedad del riesgo; Sociedad del riesgo y bien jurídico penal, e Introducción al Derecho Penal en la Sociedad Posindustrial. 
Estuvo en la XLVIII Conferencia Interamericana y de El Caribe de la Vivienda organizada por UNIAPRAVI; en la XXII Asamblea General de Ministros y Autoridades Máximas del Sector de Vivienda y Urbanismo de América Latina y El Caribe (MINURVI); participó en el seminario ‘El verdadero costo de la vivienda social’ en Washington, Estados Unidos, por invitación del Banco Interamericano de Desarrollo, y fue presidente del VII Foro Urbano Mundial, en Medellín.